# Parapercis stricticeps
Parapercis stricticeps är en fiskart som först beskrevs av De Vis, 1884.  Parapercis stricticeps ingår i släktet Parapercis och familjen Pinguipedidae. Inga underarter finns listade i Catalogue of Life.